# Microsoft Excel
Microsoft Excel er et regneark udviklet af Microsoft til computere der bruger Microsoft Windows operativsystemet og til Apple Macintosh computere. Det er langt det mest udbredte regneark til disse platforme og har været det lige siden version 5 blev udgivet i 1993 da det blev udgivet som en pakkeløsning i Microsoft Office.

## Funktion
Microsoft Excel benyttes som regneark og for at analysere data samt for at skabe grundlag for at træffe beslutninger. I Excel kan der udføres beregninger, opstilles tabeller, skabes rapporter og analyseres datamængder.